# Tonnay-Charente
Tonnay-Charente is een gemeente in het Franse departement Charente-Maritime (regio Nouvelle-Aquitaine). De gemeente telde 8.248 inwoners op 1 januari 2022. De plaats maakt deel uit van het arrondissement Rochefort.

## Geschiedenis

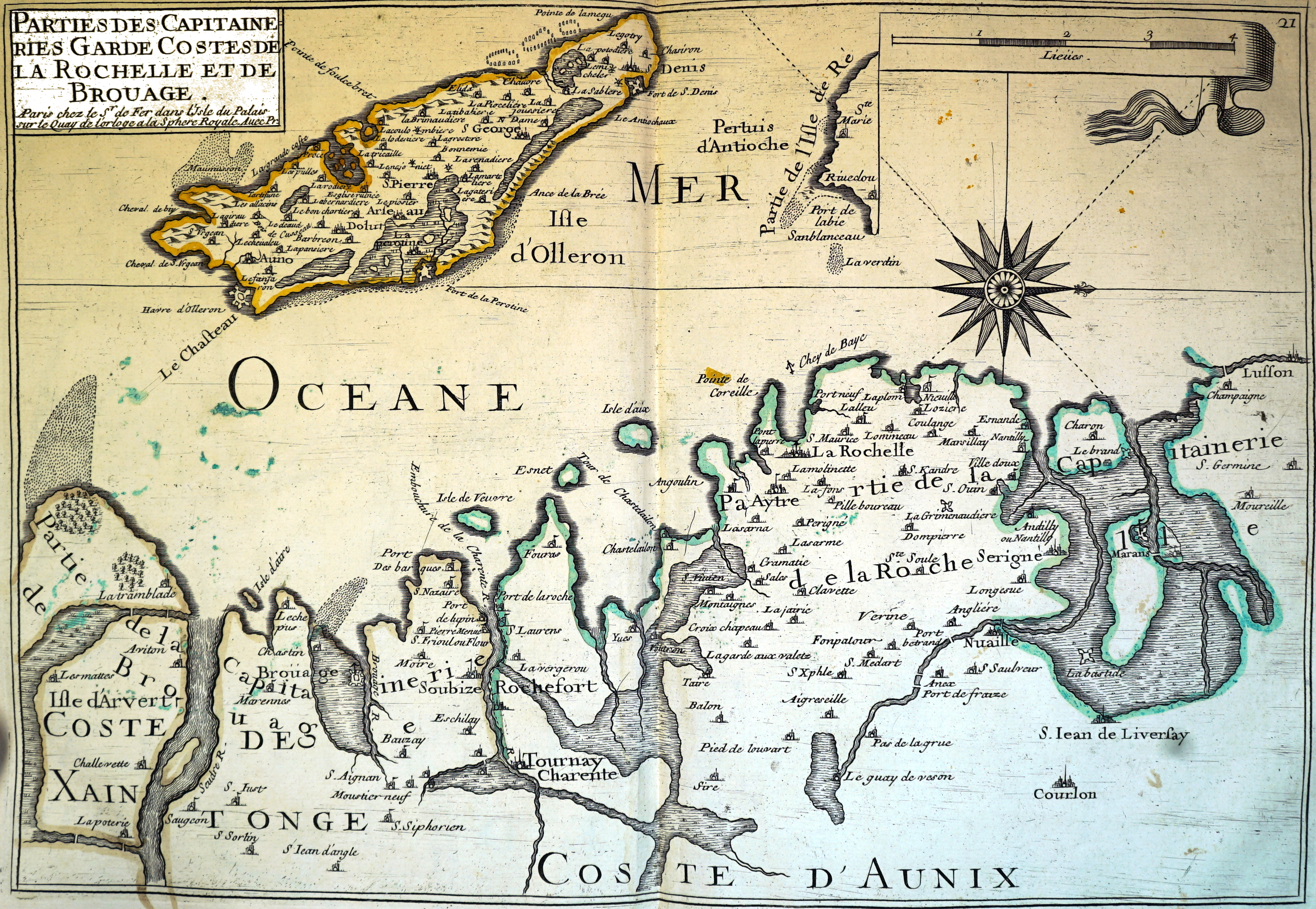
Scheepskaart uit 1690

In de 10e eeuw werd een benedictijner abdij gesticht vanuit de Abdij van Saint-Jean d'Angély met de steun van de heer van Tonnay-Charente. De kerk Saint-Etienne en het Kasteel Rochechouart werden gebouwd door de heren van Tonnay-Charente aan het einde van de 11e eeuw. Het kasteel werd meerdere keren belegerd. In 1580 werd de abdij geplunderd door de hugenoten. Zij brachten ook schade toe aan de parochiekerk Saint-Etienne. Tijdens de opstand van La Fronde werd het kasteel grotendeels vernield. In de 17e eeuw werd het kasteel heropgebouwd door het huis Rochechouart-Mortemart, die toen heer en prins van Tonnay-Charente waren. In die periode kwam er ook een kapucijnenklooster in de stad.
Tonnay-Charente had een bloeiende rivierhaven. In de 18e eeuw was het de enige exporthaven voor cognac. Er werd ook steen en graan verscheept.
In de 19e eeuw kwam er een slachthuis (1842) en industrie in de gemeente, onder andere een fabriek van de Compagnie Royale Asturienne des Mines (CRAM). In 1842 werd een 620 meter lange hangbrug over de Charente ingehuldigd. In 1862 werd een spoorwegstation gebouwd door de Compagnie des Charentes.

## Geografie
De oppervlakte van Tonnay-Charente bedroeg op 1 januari 2022 34,39 vierkante kilometer; de bevolkingsdichtheid was toen 239,8 inwoners per km². De gemeente ligt aan de Charente.
De onderstaande kaart toont de ligging van Tonnay-Charente met de belangrijkste infrastructuur en aangrenzende gemeenten.

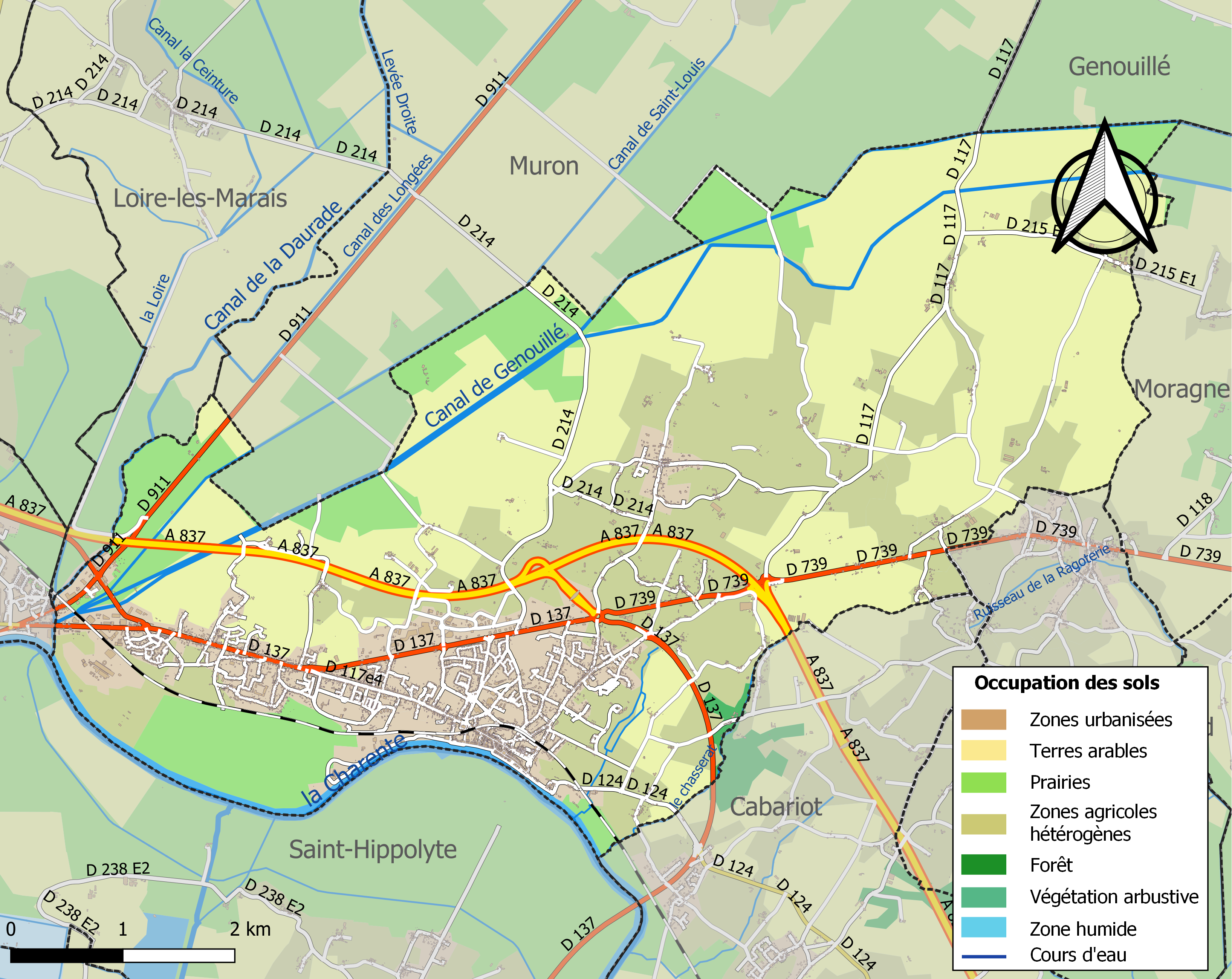

## Verkeer en vervoer
In de gemeente ligt spoorwegstation Tonnay-Charente. De autosnelweg A837 loopt door de gemeente.

## Demografie
Onderstaande figuur toont het verloop van het inwonertal (bron: INSEE-tellingen).

## Afbeeldingen

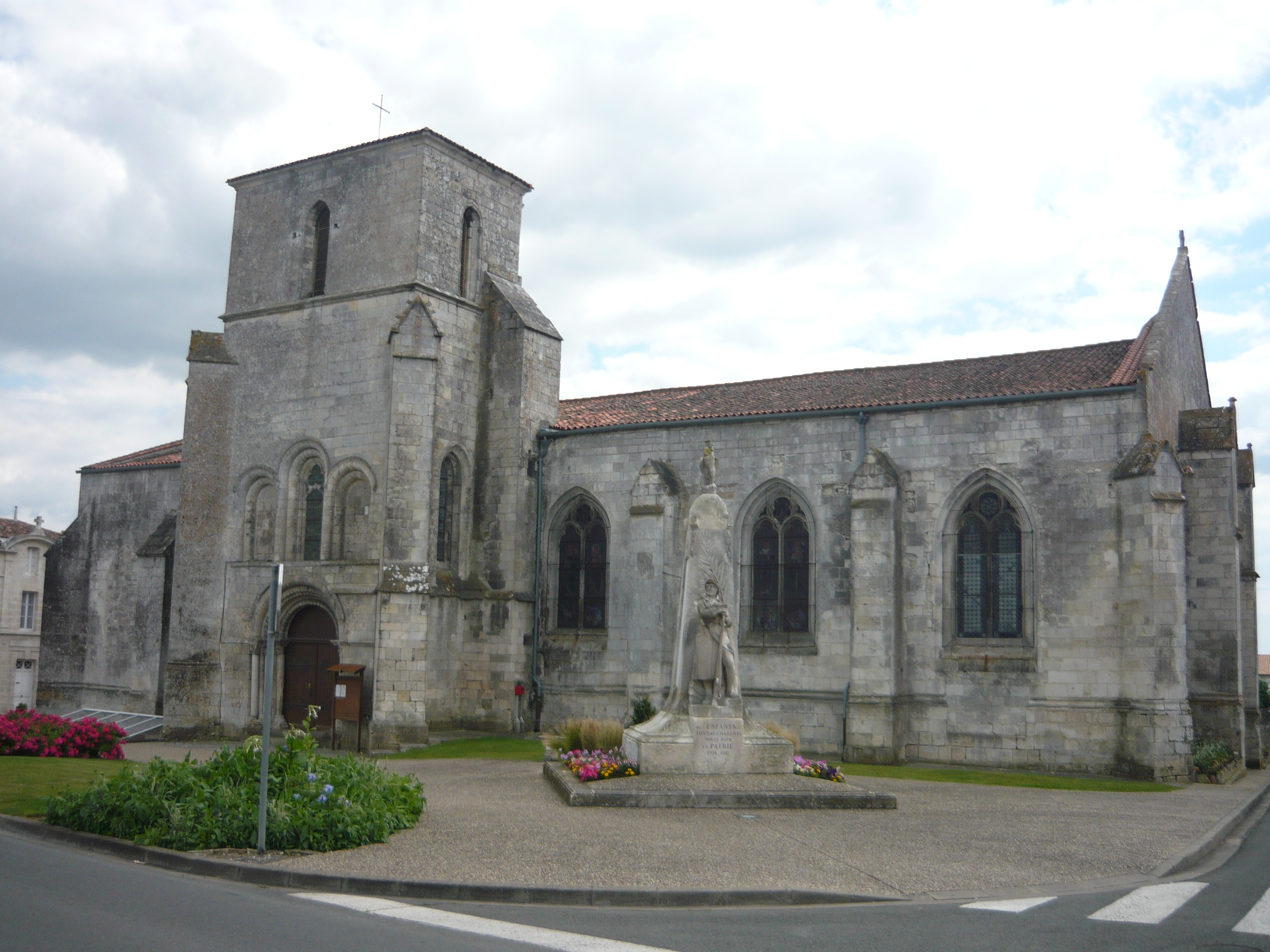
Kerk Saint-Étienne
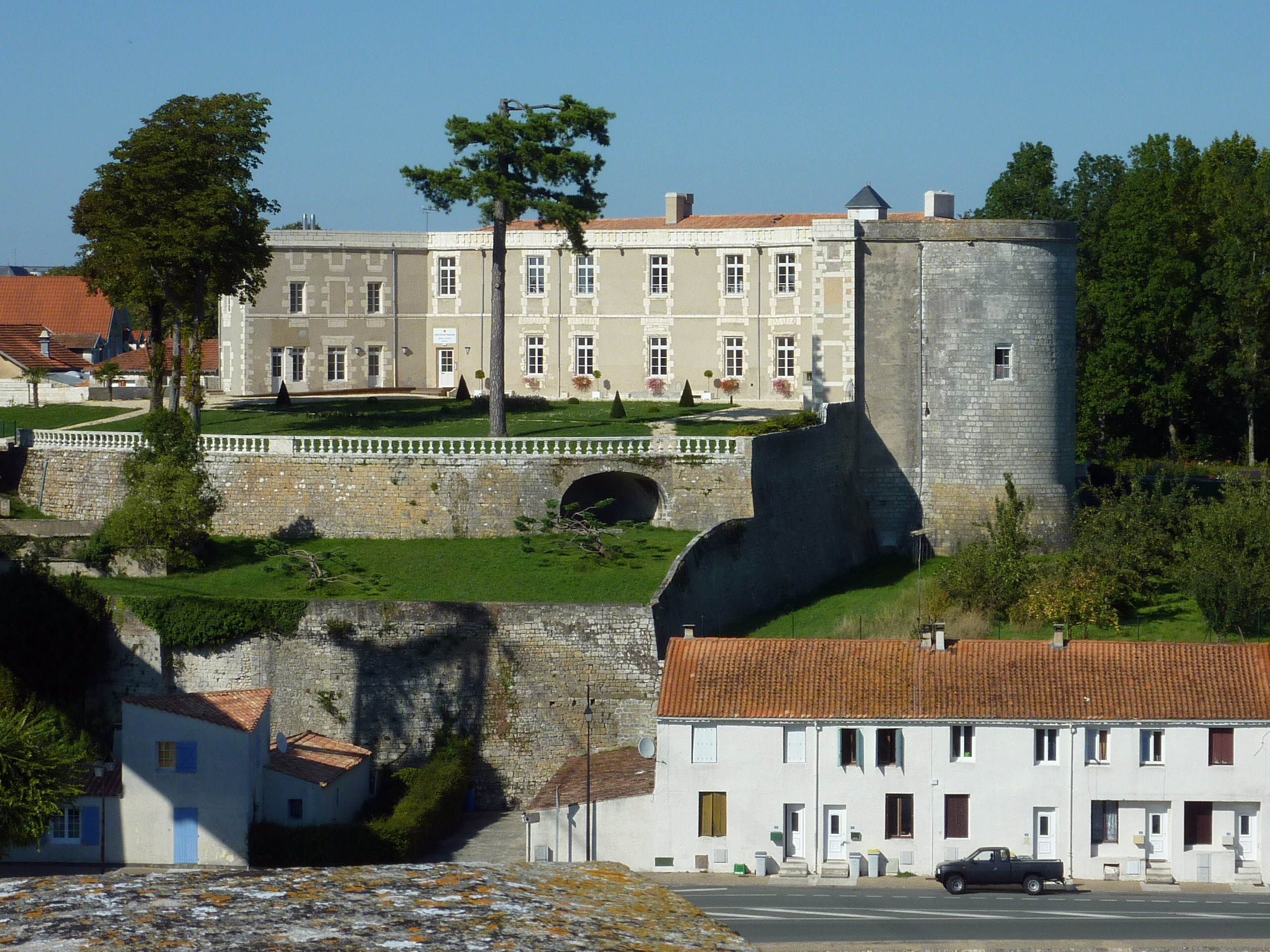
Kasteel Rochechouart
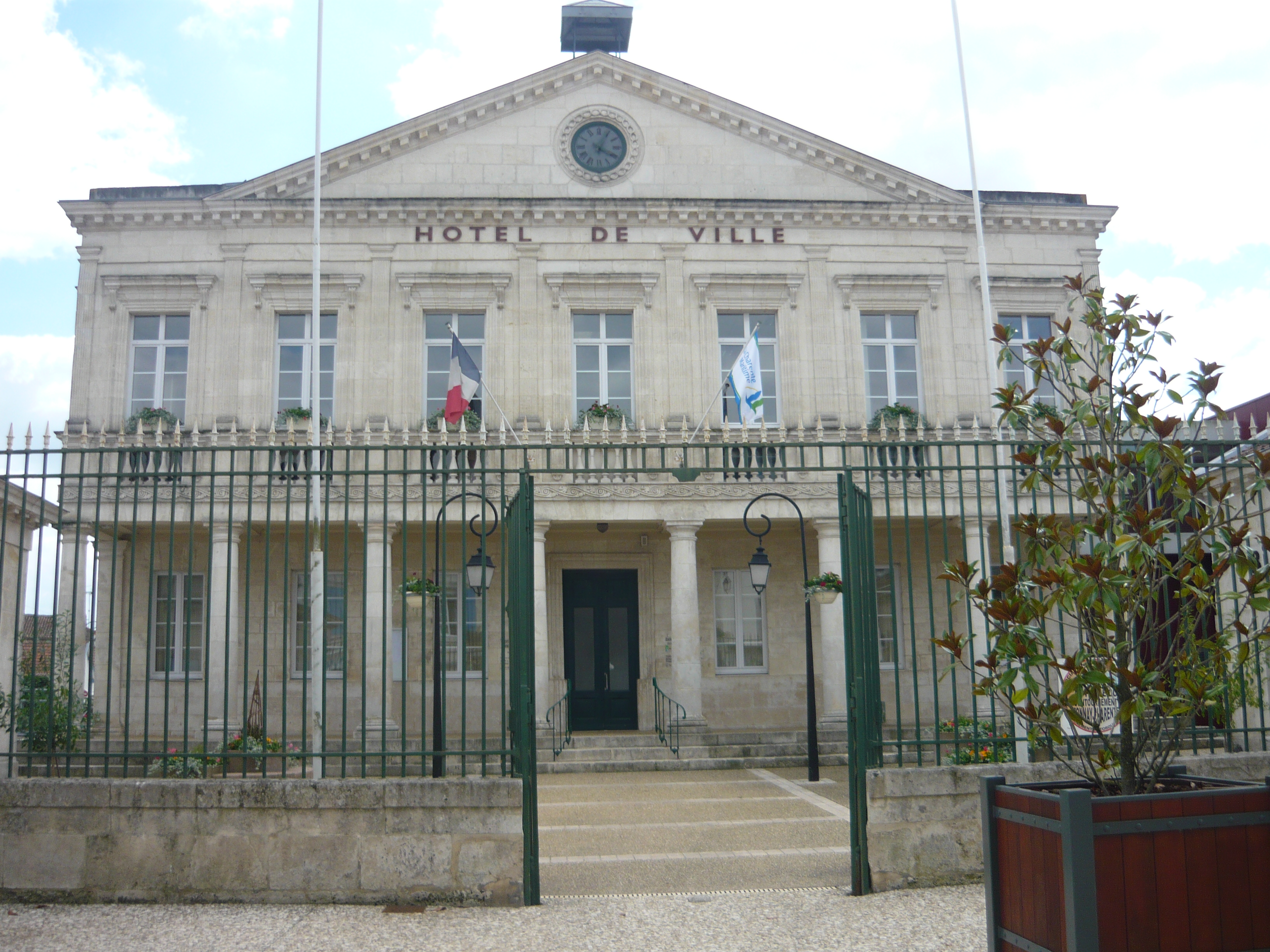
Stadhuis
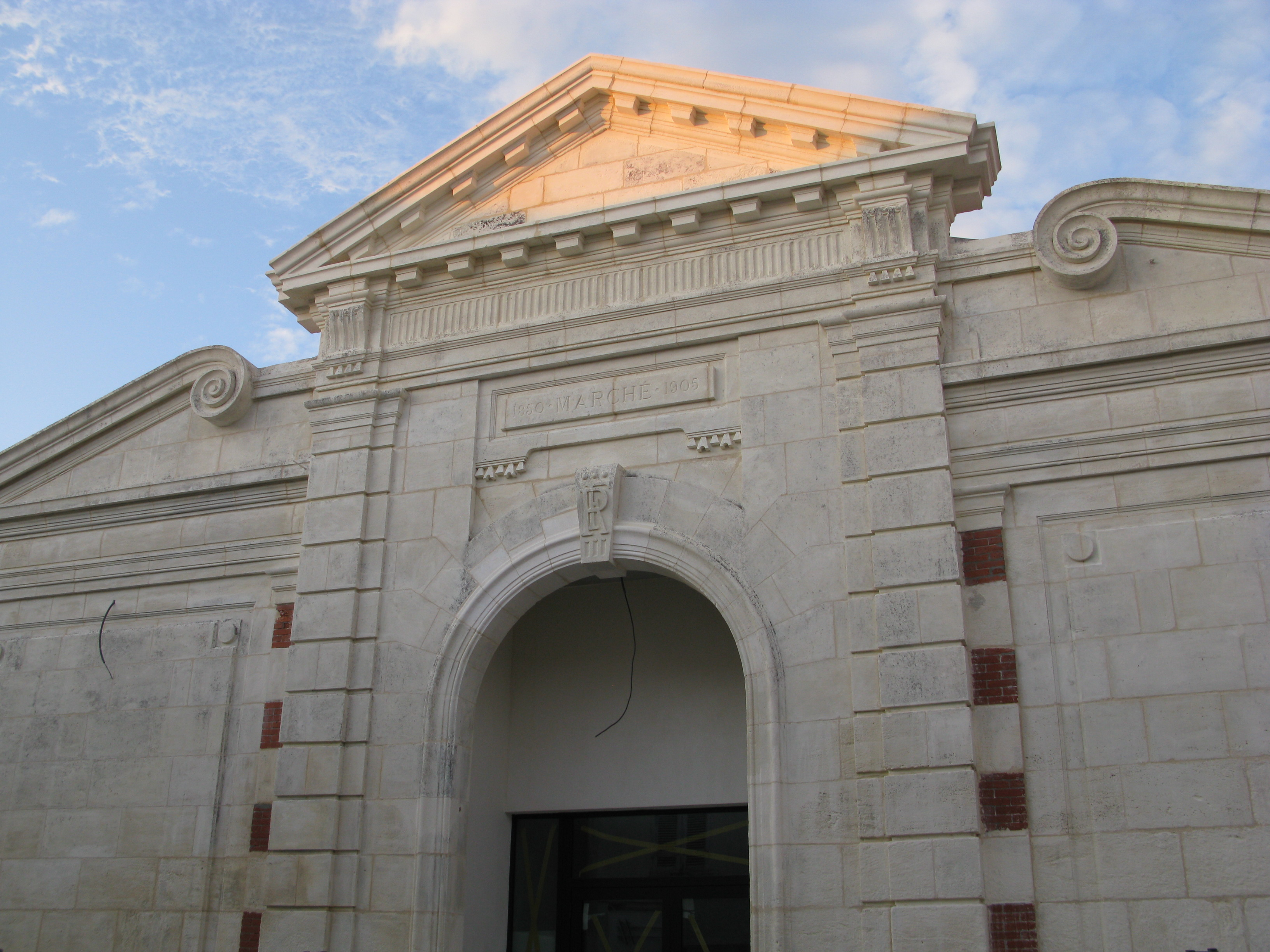
Markthal
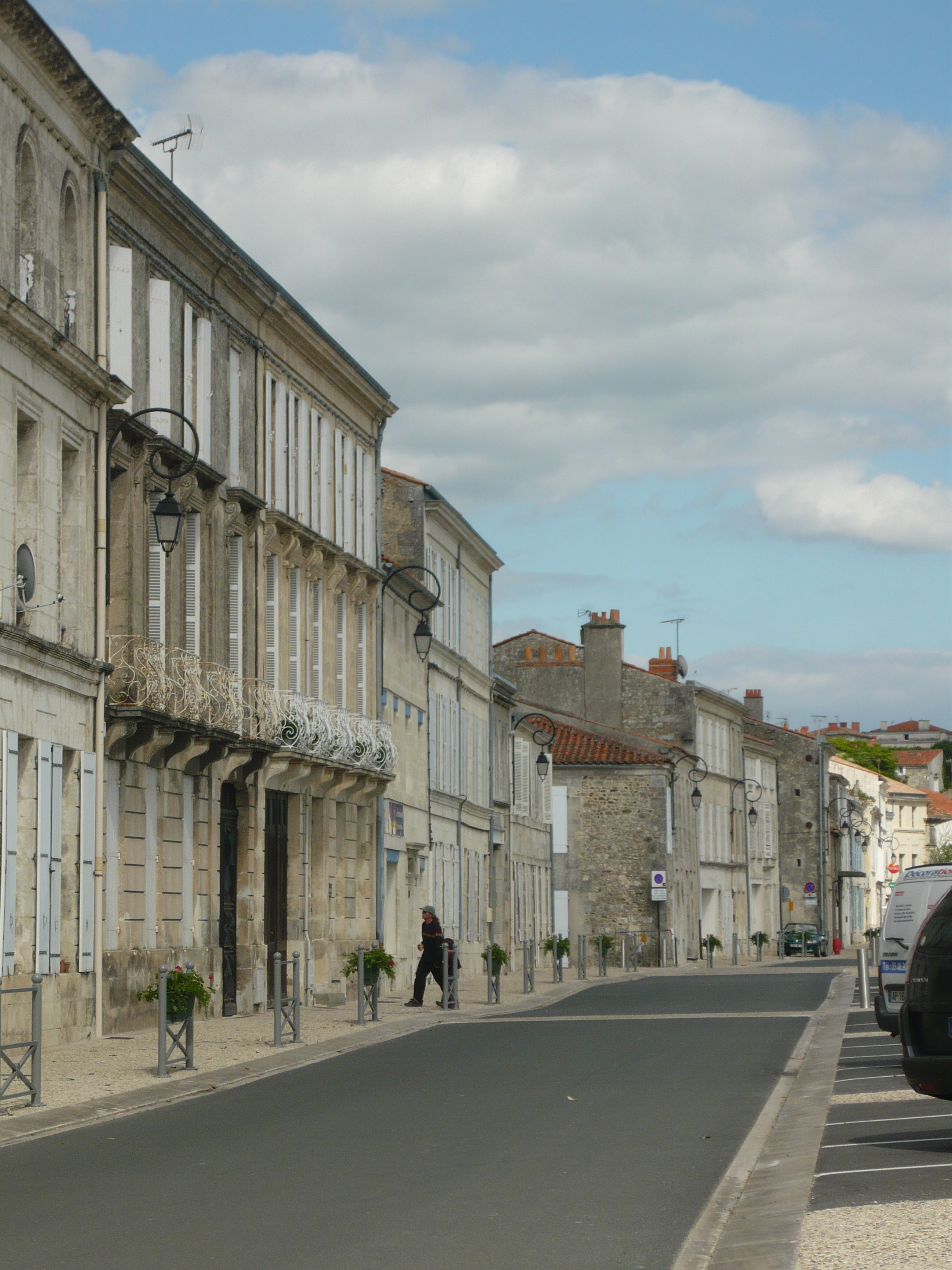
Huizen op de kaaien
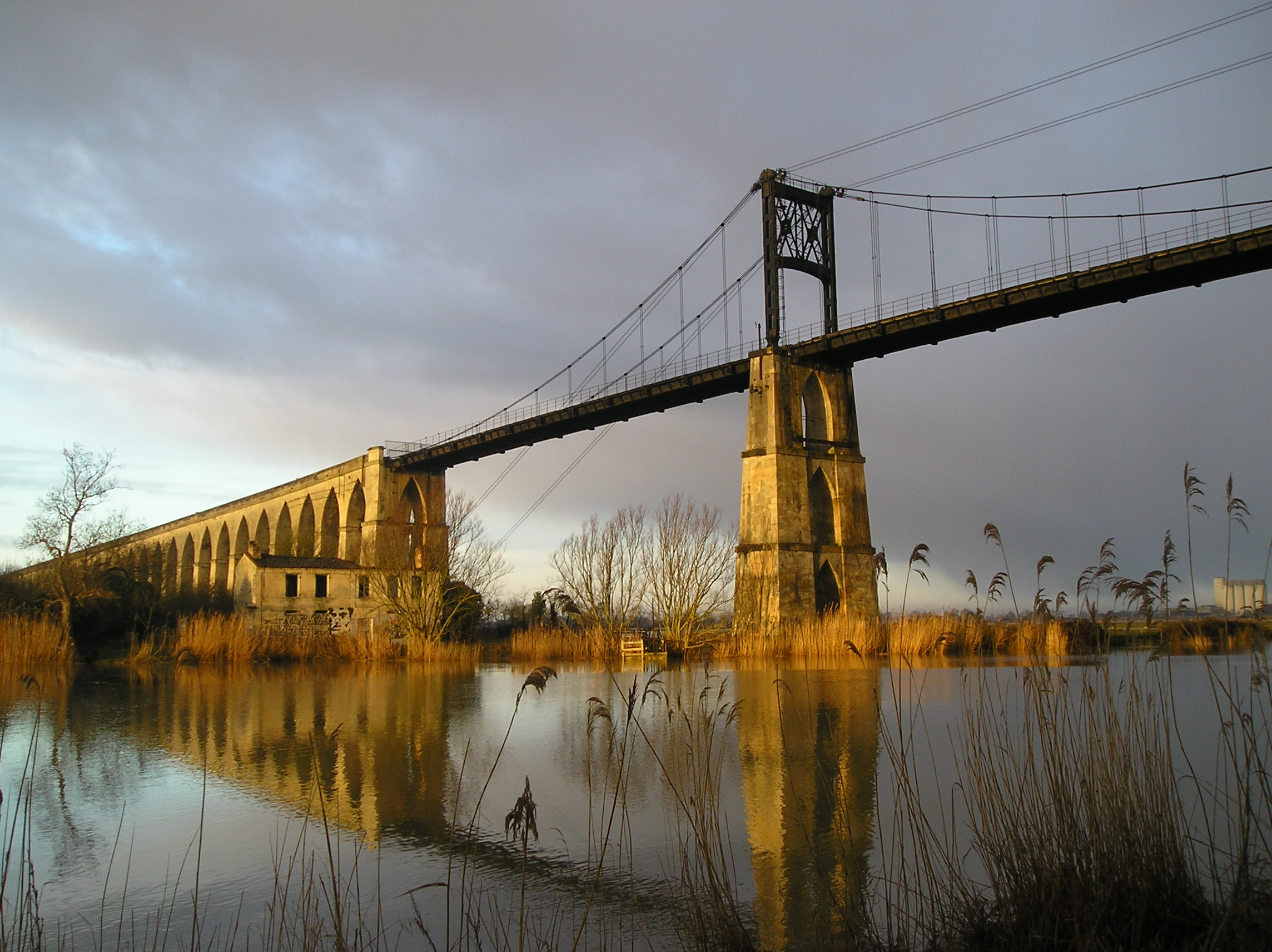
Hangbrug
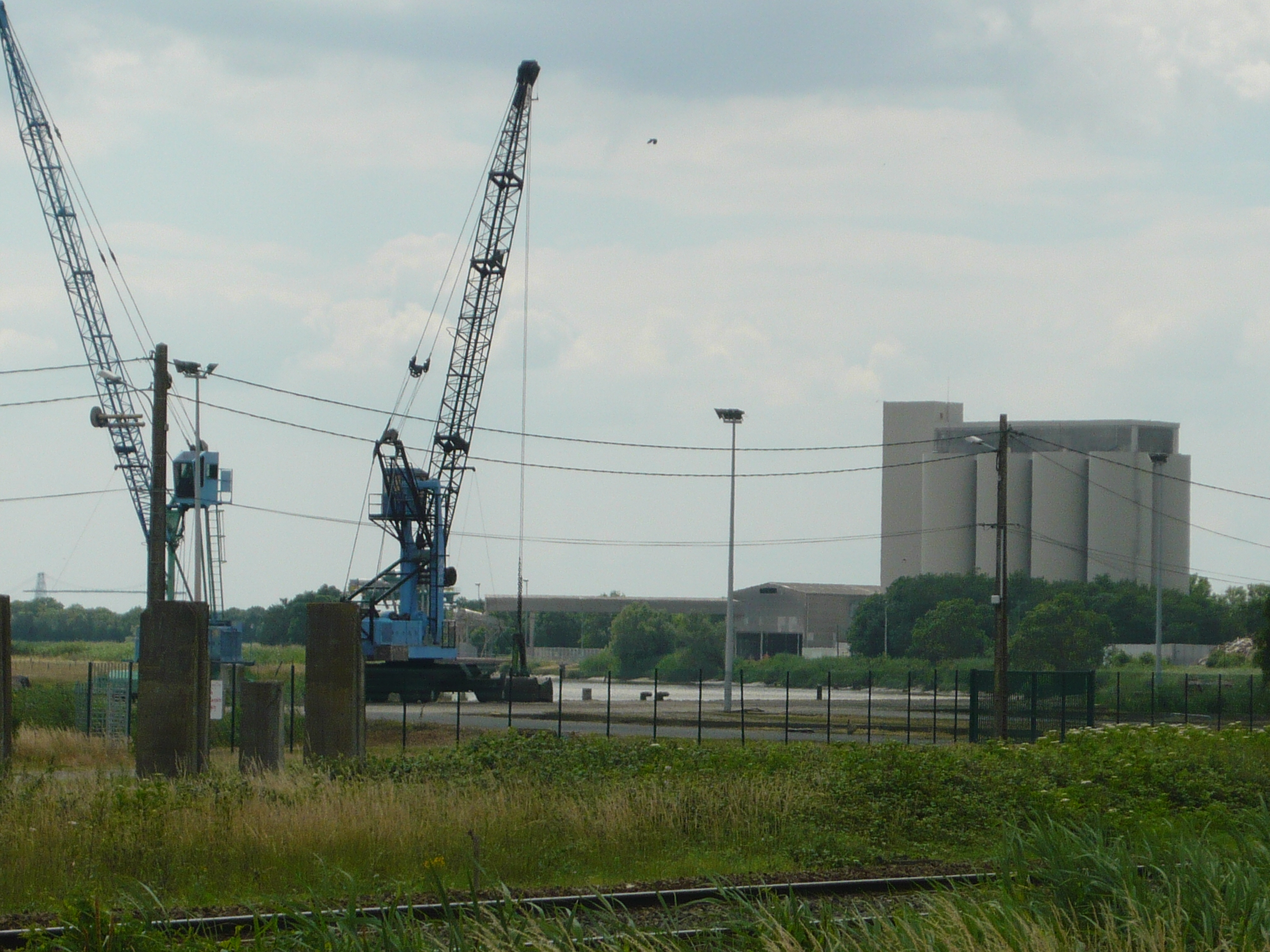
Haven